# イラストレイテッドSF!
「イラストレイテッドSF!」は、1980年から1982年にかけて東京創元社から刊行された翻訳SF小説のシリーズ。
B6判、ハードカバー。全8巻。
底本はアメリカ合衆国の出版社エース・ブックスから刊行されたもの。

## 一覧
1. 『魔法の国が消えていく』（The Magic Goes Away、ラリイ・ニーヴン、E・マロート画、厚木淳訳） 1980、のち創元推理文庫 1984
2. 『地球から来た傭兵たち』（Janissaries、ジェリー・パーネル、ルイス・ベアメイホウ画、鶴田一郎訳） 1980、のち創元推理文庫 1984
3. 『宇宙士官候補生』（Home from the Shore、ゴードン・R・ディクスン、サンドラ・ミーゼル画、深町眞理子訳） 1981、のち創元推理文庫 1984
4. 『魔性の子』（Changering、ロジャー・ゼラズニイ、エステバン・マロート画、池央耿訳） 1981、のち創元推理文庫 1985
5. 『パッチワーク・ガール』（The Patchwork Girl、ラリイ・ニーヴン、フェルナンド・フェルナンデス画、冬川亘訳） 1981、のち創元推理文庫 1984
6. 『窒素固定世界』（The Nitrogen Fix、ハル・クレメント、J・オリーシオ画、小隅黎訳） 1981、のち創元推理文庫 1984
7. 『ドルセイ魂』（The Spirit of Dorsai、ゴードン・R・ディクスン、フェルナンド・フェルナンデス画、石田善彦訳） 1982、のち創元推理文庫 1984
8. 『ドルセイの決断』（Lost Dorsai、ゴードン・R・ディクスン、フェルナンド・フェルナンデス画、石田善彦訳） 1982、のち創元推理文庫 1984